# 1,3-プロパンジオール
1,3-プロパンジオール（1,3-propanediol）は、炭素数が3であるグリコールの一種。溶媒、不凍液、接着剤などに用いる。別名をトリメチレングリコール。PDO と略される。消防法に定める危険物第4類に該当する。

## 反応・用途
ケトン、アルデヒドなどカルボニル化合物と酸触媒存在下で反応させることにより、6員環のアセタールを形成する。これによってカルボニルの求電子性を抑えることができるため、保護基として常用される。
ポリエステルの原料として、工業的に製造、利用される。

## 製造
1,3-プロパンジオールの化学的な合成法は、グリシド酸エチルを水素化リチウムアルミニウム (LAH) で還元したり、アクロレインから水和で得られる 3-ヒドロキシプロピオンアルデヒドをニッケル触媒などで水素化したりするものであった。
しかし近年、ポリエステルの原料としての需要の高まりに応じて、グリセリンやグルコースを微生物に還元させて 1,3-プロパンジオールとする手法が工業化された。